# 孙之獬
孫之獬（約1591年—1647年7月23日），字龍拂，號毅叟，山東淄川縣（今淄博市博山区白塔镇大庄村）人，明末清初官員，同進士出身。
孫之獬是明清鼎革之際一位充滿爭議的人物。明崇禎初年，身在翰苑的孫之獬力爭禁毁《三朝要典》，被歸為閹黨，削籍返鄉。清軍入關後，他主動剃髮，投靠清廷，官至禮部左侍郎、翰林院侍講學士，自請前往江西招撫，不久又因事奪官。順治四年（1647年），孫之獬在家鄉被山東謝遷抗清民軍折磨、肢解而死。然而，清廷最終因其已經削籍，沒有下達任何旌表與撫恤。

## 生平

### 躋身詞林
孫之獬為翰林孫光輝之孫。萬曆四十三年（1615年）中式乙卯科舉人，天啟二年（1622年）考中壬戌科三甲二百三十五名進士，館試後改翰林院庶吉士。天啓四年（1624年）授檢討。不久，告假回鄉，為父養老送終。

### 諂附閹黨
守喪期滿後，孫之獬重回京師。當時權閹魏忠賢勢力正盛，孫之獬諂附閹黨，破格陞任侍講。天啟七年（1627年），與徐時泰主順天府鄉試。閹黨重要成員崔呈秀之子崔鐸，才不能文，卻通過孫之獬的關係，得以中舉。

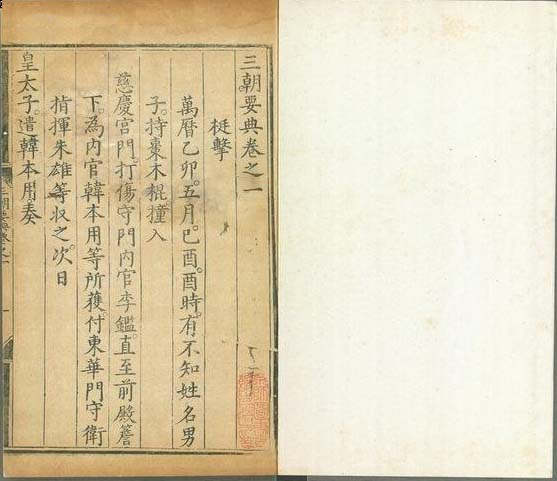
臺北國立故宮博物院藏《三朝要典》書影

不久，熹宗駕崩，崇祯帝（即崇禎帝）即位。魏忠賢很快遭到參劾，畏罪自殺。次年（崇禎元年，1628年），翰林倪元璐請毀《三朝要典》，并清算閹黨。《三朝要典》初名《从信鴻編》，又稱《三大政記》，是在天啟年間激烈的黨爭背景之下，由魏忠賢主持，大學士顧秉謙、黃立極、馮銓等人編撰而成的官方史書，收入了萬曆、泰昌、天啟三朝關於「梃擊」、「紅丸」、「移宮」三大疑案的示諭奏疏，并加案語，旨在深入打擊東林黨。東林黨人以其顛倒黑白，重新得勢之後，自然力主禁毀。崇祯帝特命禮部及詞臣討論，眾人見閹黨大勢已去，均支持焚毀。而孫之獬卻前往東閣，力陳《要典》決不可毀，既而放聲痛哭，響徹內外。退朝後，他上《力疾不能供職疏》，極力闡述保留《要典》的理由，質問皇帝「何必如此忍心狠手」，指出毀要典之舉是將皇帝置於不孝不友之境地。同時，他稱病請求辭職返家。在當時背景下，孫之獬的行為廣遭譏笑，給事中張承詔等人又對其連疏參劾。同年八月，孫之獬被奪官削籍，回鄉居住。崇禎二年（1629年），欽定逆案，嚴懲閹黨，孫之獬以「中崔鐸」和「哭《要典》」兩項罪名，定為三等“結交近侍”之罪。

### 鄉居為民
孫之獬返回山東淄川老家，閒居近二十年之久，平日教授子孫族人讀書，城中有公共事務，如修建石城、復行一條鞭法等，孫之獬亦以鄉紳身份出面倡議。崇禎末年，民軍四起，襲擾城池。孫之獬率眾守城，淄城免受破壞。

### 薙髮降清
崇禎十七年，即清順治元年（1644年），李自成攻破北京，崇祯帝自縊殉國。明將吳三桂迎多爾袞率清軍入關。山海關戰役之後，多爾袞下令沿途州縣官員按滿人風俗，剃頭留辮。清軍隨即驅逐李自成，定鼎北京。然而，漢人自古「衣冠束髮」，嚴格遵循「身体发肤，受之父母，不敢毁伤，孝之始也」的古訓，以剃髮為奇恥大辱，抵觸強烈。降清之漢族官員中，剃髮者亦寥寥無幾。多爾袞見滿清統治尚未穩固，便下旨收回成命，許諾「天下臣民照舊束髮，悉從其便」。
同年，清廷派侍郎王鰲永招撫山東。山東巡撫方大猷將孫之獬守城之舉上報，朝廷即召其上京。孫之獬主動令全家剃髮，讓妻子不再纏足，并上疏標榜「臣妻放足獨先，闔家剃髮效滿制」，得授禮部左侍郎，兼翰林院侍讀學士。清初筆記《研堂見聞雜記》稱，其時朝堂滿漢大臣分列，孫之獬入朝後，列於滿班，滿臣認為他是漢人而不受；歸入漢班，漢臣又因為他從滿俗而不容。孫之獬於是羞憤上疏，聲言「陛下平定中國，萬里鼎新，而衣冠束髮之制，獨存漢舊，此乃陛下從中國，非中國從陛下也」，言辭十分激烈。
順治二年（1645年）五月，随着李自成大順與南明弘光政權相繼被清軍摧毁，多尔衮認為大局已定，於六月重新下達剃髮令。七月，又下令「衣冠皆宜遵本朝之制」，并使用暴力方式強制在全國推行。

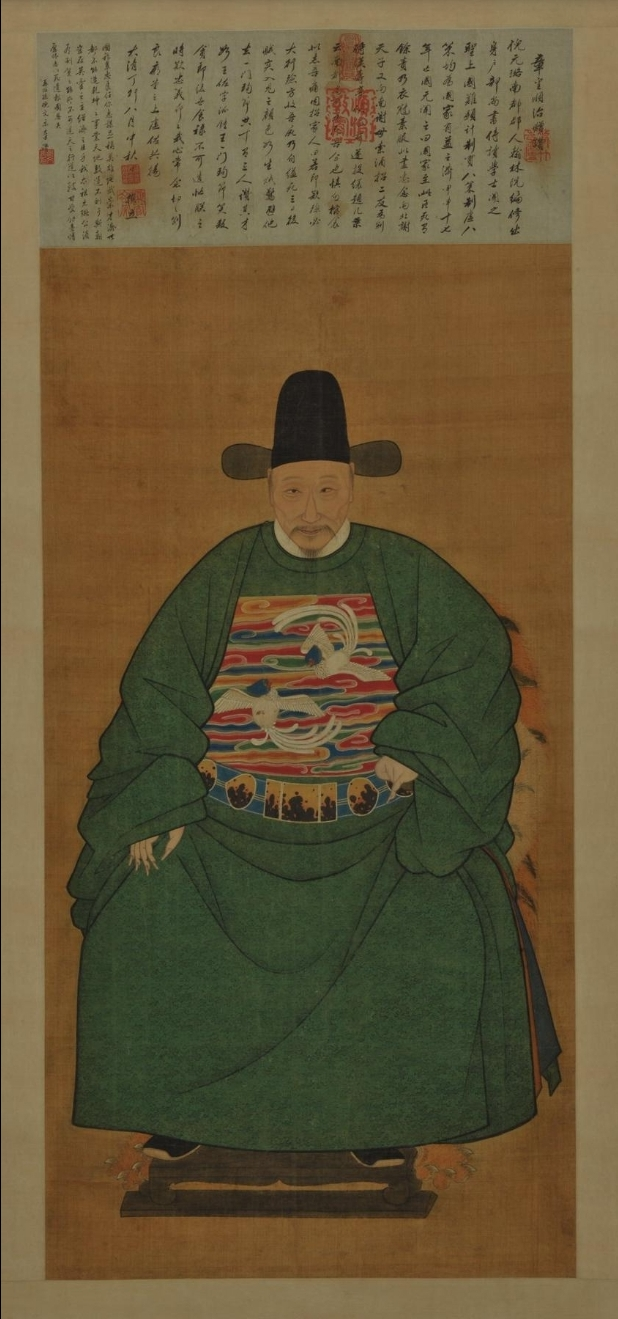
晚明官员画像 ——倪元璐
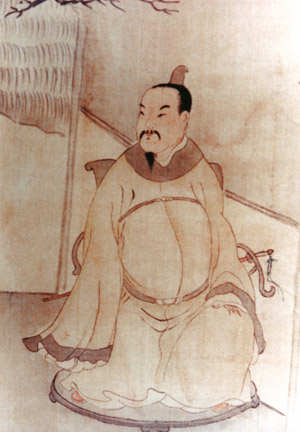
晚明士人画像 ——熊廷弼
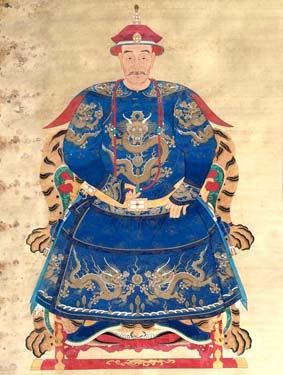
清初官员画像 ——吳三桂
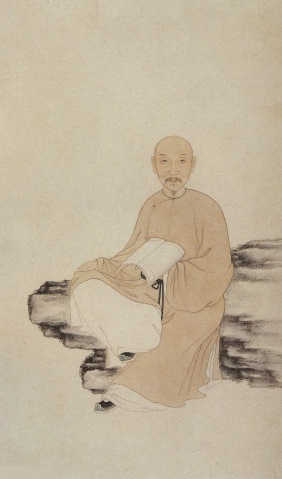
清初士人画像 ——傅山

### 招撫江西
順治二年（1645年）夏，清軍攻克江西九江。孫之獬上疏請求前去招撫。在上疏中，他指出「志士忠臣每思垂名竹帛」，自稱要對清廷感恩圖報，根據占卜，此行必然成功，「一生勋业，留俟今日」。六月，清廷授其兵部尚書兼都察院右副都御史頭銜，準其南下。
孫之獬一到江西，即與同僚拜謁許真君萬壽宮，立誓報主，又四處宣示皇恩，收買人心。他盡心為清廷效力，數月之內，即撫定數府。有柯、陳大姓人家，為元末武裝陳友諒後裔，二百年來盤踞險阻，不聽官差。孫之獬自甘委曲，前往招徠，使其地納入版圖。
順治三年（1646年），江西局勢漸穩，孫之獬應召還朝。總兵金聲桓劾其擅自為副將高進庫、劉一鵬加授總兵銜，孫之獬於十月被革職，永不敘用。

### 回鄉身死
順治四年（1647年），山東人謝遷舉兵抗清，聲勢浩大。淄川知縣劉修己因孫之獬知兵，請其協助城防。然而，當時清廷因懼怕民眾叛亂，正在醞釀收繳民間弓矢槍械，雖然尚未下旨，淄川當地的武器已經先行收繳。孫之獬只能率眾以木棍、竹竿還有掃墓用的鐮刀禦敵。
六月十三日夜，城中內應垂下繩索，引民軍入城，打開城門，淄川城破。孫之獬率家人力阻不敵，退回家中，準備自盡。民軍已蜂擁入宅，將孫之獬押解到縣衙，令其投降。孫之獬罵不絕口，被捆綁囚禁，受盡折磨。六月二十二日，民軍以死威脅，孫之獬仍破口大駡，民军大怒：「你贪念一个官位，让天下人剃发留辫，我当给你植发！」于是民军劈开孫之獬头颅，插入数根头发，缝上雙唇，将其肢解，其家眷亦有多人同時被殺。《清史稿》及《淄川縣志》皆有傳。
孫之獬慘死之事上報後，朝廷命下吏部商議撫恤辦法。侍郎陳名夏、金之俊建議為之獬復官、賜恤，而侍郎馬光辉及啟心郎寧古里認為之獬已經削籍，不應予以撫恤。兩種意見一同上奏，清廷最終採納後者，孫之獬身後一無所獲。
孫之獬墓在大莊孫家林，墓前有卧碑，上刻「清欽命招撫江西提督軍務兵部尚書兼都察院右副都御史翰林院侍讀學士前禮部左侍郎顯考龍拂孫公暨元配累封安人顯妣劉母之墓」。

## 家族
曾祖孫鑑，敕封南陽府推官。祖父孫光輝，嘉靖己丑進士，官翰林院庶吉士、户部主事。父孫昇，號又谷，儒官，封徵仕郎翰林院檢討。母陶氏，贈孺人。嚴侍下。兄之蛟。從兄孫純孝，舉人；孫止孝，同科進士。
子孫穰、孫秠、孫穟、孫稔、孫租。

## 著作
孫之獬生平著作多毀於谢迁破城之時。有之前刻印之《嬾水園集》、《澄江草》以及選刻《宋元詩塵》行世。民國《淄川縣志》錄有其詩文數篇。
|  | 登夾谷歷諸險 趾前十步九逡巡，空翠倉茫眼費瞋。 葉染霜威黃帶赤，泉流松窟淡而醇。 草深每憚石蹲虎，路窅多逢楓化人。 遠嶂層層猿鳥絕，可知百二亞西秦。 |

## 外部連結
- 孫之獬 （页面存档备份，存于） 中研院史語所
- 大庄村的胄科树 博山政務網